# Feel (xưởng phim hoạt hình)
Feel. Inc. (Nhật: 有限会社フィール Hepburn: Yūgen-gaisha Fiiru) còn được viết thành feel., là một xưởng phim hoạt hình Nhật Bản được thành lập vào năm 2002. Feel hiện là một công ty con của Fun Media.

## Lịch sử
Feel được thành lập tại Koganei, Tokyo vào ngày 26 tháng 12 năm 2002 bởi các nhân viên cũ của Pierrot. Đến nay, hãng phim đã trình làng nhiều sản phẩm anime nổi tiếng khác nhau, bao gồm Kiss×sis, Yosuga no Sora, Mayo Chiki! Papa no Iukoto wo Kikinasai!, Dakara Boku wa, H ga Dekinai., Oregairu, Tsuki ga Kirei, Hinamatsuri.

## Sản xuất

### Phim truyền hình
| Tựa đề                                                   | Ngày phát sóng      | Ngày phát sóng       | Đạo diễn             | Số tập | Ghi chú |
| Tựa đề                                                   | Bắt đầu             | Kết thúc             | Đạo diễn             | Số tập | Ghi chú |
| -------------------------------------------------------- | ------------------- | -------------------- | -------------------- | ------ | --- |
| Jinki: Extend                                            | 6 tháng 1 năm 2005  | 24 tháng 3 năm 2005  | Murata Masahiko      | 12     | Chuyển thể từ bộ manga của Sirou Tunasima.                                                                                     |
| Futakoi Alternative                                      | 7 tháng 4 năm 2005  | 30 tháng 6 năm 2005  | Hirao Takayuki       | 13     | Tác phẩm nguyên tác, đồng sản xuất với Studio Flag và ufotable.                                                                |
| D.C.S.S: Da Capo Second Season                           | 2 tháng 7 năm 2005  | 24 tháng 12 năm 2005 | Nawa Munenori        | 26     | Phần tiếp theo của Da Capo. |
| Otome wa Boku ni Koishiteru!                             | 8 tháng 10 năm 2006 | 24 tháng 12 năm 2006 | Nawa Munenori        | 12     | Dựa trên visual novel cùng tên của Caramel Box.                                                                                |
| Nagasarete Airantō                                       | 5 tháng 4 năm 2007  | 27 tháng 9 năm 2007  | Okamoto Hideki       | 26     | Chuyển thể từ một bộ truyện tranh của Fujishiro Takeshi.                                                                       |
| D.C.II: Da Capo II                                       | 1 tháng 10 năm 2007 | 25 tháng 12 năm 2007 | Okamoto Hideki       | 13     | Phần tiếp theo của D.C.S.S: Da Capo Second Season.                                                                             |
| D.C.II S.S.: Da Capo II Second Season                    | 6 tháng 4 năm 2008  | 29 tháng 6 năm 2008  | Okamoto Hideki       | 13     | Phần tiếp theo của D.C.II: Da Capo II.                                                                                         |
| Shikabane Hime: Aka                                      | 2 tháng 10 năm 2008 | 25 tháng 12 năm 2008 | Murata Masahiko      | 13     | Chuyển thể từ bộ truyện tranh của Akahito Yoshiichi, đồng sản xuất với Gainax.                                                 |
| Shikabane Hime: Kuro                                     | 1 tháng 1 năm 2009  | 26 tháng 3 năm 2009  | Murata Masahiko      | 12     | Phần tiếp theo của Shikabane Hime: Aka, đồng sản xuất với Gainax.                                                              |
| Kanamemo                                                 | 5 tháng 7 năm 2009  | 2009-9-27            | Takayanagi Shigehito | 13     | Chuyển thể từ một bộ truyện tranh của Iwami Shoko.                                                                             |
| Kiss×sis                                                 | 4 tháng 4 năm 2010  | 21 tháng 6 năm 2010  | Nawa Munenori        | 12     | Chuyển thể từ một bộ truyện tranh được viết bởi Ditama Bō.                                                                     |
| Yosuga no Sora                                           | 4 tháng 10 năm 2010 | 20 tháng 12 năm 2010 | Takahashi Takeo      | 12     | Dựa trên visual novel của Sphere.                                                                                              |
| Fortune Arterial: Akai Yakusoku                          | 9 tháng 10 năm 2010 | 25 tháng 12 năm 2010 | Nawa Munenori        | 12     | Dựa trên visual novel của August, đồng sản xuất với Zexcs.                                                                     |
| Mayo Chiki!                                              | 7 tháng 7 năm 2011  | 29 tháng 9 năm 2011  | Kawaguchi Keiichiro  | 13     | Chuyển thể từ bộ light novel của Asano Hajime.                                                                                 |
| Papa no Iukoto wo Kikinasai!                             | 11 tháng 1 năm 2012 | 27 tháng 3 năm 2012  | Kawasaki Itsuro      | 12     | Chuyển thể từ một bộ light novel được viết bởi Tomohiro Matsu.                                                                 |
| Dakara Boku wa, H ga Dekinai.                            | 6 tháng 7 năm 2012  | 25 tháng 9 năm 2012  | Takahashi Takeo      | 12     | Chuyển thể từ bộ light novel của Tachibana Pan.                                                                                |
| Minami-ke: Tadaima                                       | 6 tháng 1 năm 2013  | 30 tháng 3 năm 2013  | Kawaguchi Keiichiro  | 13     | Mùa thứ tư của Minami-ke. |
| Ketsuekigata-kun! (4 mùa)                                | 7 tháng 4 năm 2013  | 29 tháng 3 năm 2016  | Ōyama Yoshihasa      | 49     | Chuyển thể từ webtoon của Real Crazy Man (Park Dong-sun), hợp tác sản xuất với Assez Finaud Fabric (4 mùa) và Zexcs (mùa 3–4). |
| Outbreak Company                                         | 3 tháng 10 năm 2013 | 19 tháng 12 năm 2013 | Oikawa Kei           | 12     | Chuyển thể từ bộ light novel của Sakaki. Ichirō                                                                                |
| Futsū no Joshikōsei ga Locodol Yattemita                 | 4 tháng 7 năm 2014  | 18 tháng 9 năm 2014  | Nawa Munenori        | 12     | Chuyển thể từ bộ truyện tranh của Kōtarō Kosugi.                                                                               |
| Jinsei                                                   | 6 tháng 7 năm 2014  | 28 tháng 9 năm 2014  | Kawaguchi Keiichiro  | 13     | Chuyển thể từ bộ light novel của Kawagishi Ougyo.                                                                              |
| Ushinawareta Mirai o Motomete                            | 4 tháng 10 năm 2014 | 20 tháng 12 năm 2014 | Hosoda Naoto         | 12     | Dựa trên visual bovel của Trumple.                                                                                             |
| Yahari Ore no Seishun Love Comedy wa Machigatteiru. Zoku | 3 tháng 4 năm 2015  | 26 tháng 6 năm 2015  | Kei Oikawa           | 13     | Phần tiếp theo của Yahari Ore no Seishun Love Comedy wa Machigatteiru..                                                        |
| Bikini Warriors                                          | 7 tháng 7 năm 2015  | 22 tháng 9 năm 2015  | Kuzuya Naoyuki       | 12     | Dựa trên dòng figure cùng tên của Hobby Japan và Megahouse, Đồng sản xuất với PRA.                                             |
| Suzakinishi the Animation                                | 8 tháng 7 năm 2015  | 23 tháng 9 năm 2015  | Hiramine Yoshihiro   | 12     | Dựa trên chương trình phát thanh SuzakiNishi của Suzaki Aya và Nishi Asuka.                                                    |
| Makura no Danshi                                         | 13 tháng 7 năm 2015 | 28 tháng 9 năm 2015  | Aoi Sayo             | 12     | Tác phẩm nguyên tác, đồng sản xuất với Assez Finaud Fabric.                                                                    |
| Dagashi Kashi                                            | 7 tháng 1 năm 2016  | 31 tháng 3 năm 2016  | Takayanagi Shigehito | 12     | Chuyển thể bộ truyện tranh của Kotoyama.                                                                                       |
| Oshiete! Galko-chan                                      | 8 tháng 1 năm 2016  | 25 tháng 3 năm 2016  | Kawaguchi Keiichiro  | 12     | Chuyển thể từ bộ truyện tranh của Suzuki Kenya.                                                                                |
| Kono Bijutsubu ni wa Mondai ga Aru                       | 7 tháng 7 năm 2016  | 22 tháng 9 năm 2016  | Oikawa Kei           | 12     | Chuyển thể từ bộ truyện tranh của Imigimuru.                                                                                   |
| Tsuki ga Kirei                                           | 6 tháng 4 năm 2017  | 29 tháng 6 năm 2017  | Kishi Seiji          | 12     | Tác phẩm gốc. |
| Hinamatsuri                                              | 6 tháng 4 năm 2018  | 22 tháng 6 năm 2018  | Oikawa Kei           | 12     | Chuyển thể từ bộ truyện tranh của Ōtake Masao.                                                                                 |
| Island                                                   | 1 tháng 7 năm 2018  | 16 tháng 9 năm 2018  | Kawaguchi Keiichiro  | 12     | Dựa trên visual novel của Frontwing.                                                                                           |
| Kono Yo no Hate de Koi o Utau Shōjo YU-NO                | 2 tháng 4 năm 2019  | 1 tháng 10 năm 2019  | Hirakawa Tetsuo      | 26     | Dựa trên bản remake của visual novel YU-NO thực hiện bởi 5pb, bản gốc do ELF Corporation phát triển.                           |
| Yahari Ore no Seishun Love Comedy wa Machigatteiru. Kan  | 9 tháng 7 năm 2020  | 24 tháng 9 năm 2020  | Oikawa Kei           | 12     | Phần tiếp theo của Yahari Ore no Seishun Love Comedy wa Machigatteiru. Zoku.                                                   |
| Ochikobore Fruit Tart                                    | 12 tháng 10, 2020   | 28 tháng 12 năm 2020 | Kawaguchi Keiichiro  | 12     | Chuyển thể từ bộ truyện tranh của Hamayumiba Sō.                                                                               |
| Bokutachi no Remake                                      | 3 tháng 7 năm 2021  | 25 tháng 9 năm 2021  | Kobayashi Tomoki     | 12     | Chuyển thể từ bộ light novel được viết bởi Kio Nachi.                                                                          |
| Kumichō Musume to Sewagakari                             | 7 tháng 7 năm 2022  | 22 tháng 9 năm 2022  | Kawasaki Itsuro      | 12     | Chuyển thể từ manga của Tsukiya.                                                                                               |
| Spy Kyōshitsu                                            | 5 tháng 1 năm 2023  | 28 tháng 9, 2023     | Kawaguchi Keiichiro  | 24     | Chuyển thể từ light novel do Takemachi viết và Tomari minh họa.                                                                |
| Summer Pockets                                           | 2025                |                      | Tomoki Kobayashi     |        | Chuyển thể từ viuasl novel cùng tên của Keys.                                                                                  |

### OVA
| Tên                                                       | Đạo diễn            | Ngày phát hành                                 | Số tập | Chú thích                                                              |
| --------------------------------------------------------- | ------------------- | ---------------------------------------------- | ------ | ---------------------------------------------------------------------- |
| Strait Jacket                                             | Shinji Ushiro       | 26 tháng 11, 2007 - 28 tháng 4, 2008           | 3      | Tập OVA dựa theo light novel của Sakaki Ichirō.                        |
| Kiss×sis                                                  | Nawa Munenori       | 22 tháng 12, 2008 - 6 tháng 4, 2015            | 12     | Chuyển thể từ bộ truyện tranh của Ditama Bō.                           |
| Fortune Arterial: Akai Yakusoku - Tadoritsuita Basho      | Nawa Munenori       | 23 tháng 2, 2011                               | 1      | Tập OVA của Fortune Arterial: Akai Yakusoku., đồng sản xuất với Zexcs. |
| Papa no Iukoto wo Kikinasai!                              | Kawasaki Itsuro     | 11 tháng 7, 2012 - 25 tháng 3, 2015            | 2      | OVA đi kèm với tập light novel thứ 13 và 18.                           |
| Minami-ke: Omatase                                        | Kawaguchi Keiichiro | 5 tháng 10, 2012                               | 1      | OVA đi kèm với tập manga thứ 10.                                       |
| Dakara Boku wa, H ga Dekinai.                             | Sueda Yoshifumi     | 27 tháng 3 năm 2013                            | 1      | Tập OVA của Dakara Boku wa, H ga Dekinai..                             |
| Minami-ke: Natsuyasumi                                    | Keiichiro Kawaguchi | 6 tháng 8, 2013                                | 1      | OVA đi kèm với tập truyện thứ 11.                                      |
| Futsū no Joshikōsei ga Locodol Yattemita                  | Munenori Nawa       | 24 tháng 9 năm 2014 - Ngày 22 tháng 6 năm 2016 | 3      | Các tập OVA của Futsū no Joshikōsei ga Locodol Yattemita               |
| Yahari Ore no Seishun Love Comedy wa Machigatteiru. Zoku. | Oikawa Kei          | 27 tháng 10, 2016                              | 1      | Câu chuyện phụ của mùa thứ hai.                                        |
| Bikini Warriors                                           | Kuzuya Naoyuki      | 7 tháng 12, 2016 - Ngày 28 tháng 7 năm 2018    | 5      | Các tập OVA của Bikini Warriors, đồng sản xuất với PRA.                |
| Oshiete! Galko-chan: Natsuyasumi tte Hontou desu ka?      | Keiichiro Kawaguchi | 23 tháng 1, 2017                               | 1      | OVA đi kèm với tập truyện thứ 4.                                       |

### ONA
| Tựa đề                      | Đạo diễn        | Ngày phát hành                       | Số tập |
| --------------------------- | --------------- | ------------------------------------ | ------ |
| Kakuchou Shoujo-kei Trinary | Kawasaki Itsuro | 12 tháng 4, 2017 - 24 tháng 11, 2017 | 34     |